# 斯塔夫罗波尔边疆区区旗
斯塔夫罗波尔边疆区区旗（俄语：Флаг Ставропольского края），是俄罗斯斯塔夫罗波尔边疆区使用之旗帜，长宽比例为2:3，于1997年4月15日使用。
区旗为一面北欧十字旗，旗面为黄色，绘有白色北欧十字，十字中间镶有区徽图案。